# Serendipity (película)
Serendipity (en Hispanoamérica, Señales de Amor) es una comedia romántica de 2001 dirigida por Peter Chelsom, escrita por Marc Klein y protagonizada por John Cusack y Kate Beckinsale.

## Sinopsis
Jonathan (John Cusack) y Sara (Kate Beckinsale) se conocen por casualidad en un centro comercial de Nueva York en Navidad. Aunque en ese momento ambos tienen pareja, sienten conexión uno con el otro y comparten momentos románticos esa noche. Al finalizar la noche, los dos sienten deseos de continuar con una relación, pero Sara no se siente segura. Jonathan escribe su número de teléfono en un billete con el que Sara paga en un kiosco un dulce, y Sara escribe el suyo en el libro El amor en los tiempos del cólera que luego vende en una tienda de segunda mano desconocida por Jonathan. Sara cree en el destino y piensa que si realmente lo mejor es estar juntos, entonces de una manera o de otra se encontrarán. Sara propone subirse a un ascensor en extremos distintos y si se encuentran nuevamente será el destino que estén juntos, aunque ambos marcan el mismo piso no logran encontrarse. Siete años más tarde los dos están a punto de casarse con otras personas, conservando aún recuerdos de aquella noche, y preguntándose si podrían llegar a reencontrarse nuevamente. 

## Reparto
- John Cusack - Jonathan Trager
- Kate Beckinsale - Sara Thomas
- Gary Gerbrandt - Josh
- Molly Shannon - Eve
- Jeremy Piven - Dean Kansky
- John Corbett - Lars Hammond
- Bridget Moynahan - Halley Buchanan
- David Sparrow - Padre de Josh
- Kate Blumberg - Courtney Kansky
- Ron Payne - Louis Trager
- Marcia Bennett - Sra. Louis Trager
- Eugene Levy - Vendedor de Bloomingdale
- Lucy Gordon - Caroline Mitchell
- Lilli Lavine - Vendedora de Bloomingdale
- Leo Fitzpatrick - Leasing Office Temp

## Producción
Serendipity se filmó en Nueva Jersey; la ciudad de Nueva York; Ontario, y San Francisco, California, en el verano del año 2000. Después del atentado del 11 de septiembre, las imágenes de las torres del World Trade Center se eliminaron digitalmente de todas las tomas con vistas de la ciudad de Nueva York. A Jennifer Aniston se le ofreció el papel de Sara Thomas, pero lo rechazó para evitar ser encasillada en comedias románticas. Carla Gugino y Claire Forlani también audicionaron para el papel de Sara Thomas.

## Lanzamiento
Serendipity se estrenó en el Festival Internacional de Cine de Toronto de 2001. La película llegó al puesto número 2 de la taquilla de Estados Unidos y recaudó 13 309 241 de dólares en su primer fin de semana, detrás de Día de entrenamiento. Con un presupuesto estimado de 28 millones de dólares, esta fue la primera de las películas de Peter Chelsom en generar ganancias. Después del fracaso comercial de Town & Country, Serendipity marcó el primero de varios éxitos en taquilla para Chelsom. La película recaudó más de 50 millones de dólares en la taquilla nacional y 27 221 987 de dólares a nivel internacional para un total mundial de 77 516 304 de dólares.

## Recepción
Sobre la base de 142 reseñas, la película tiene un índice de aprobación del 59 % de los críticos y el 79 % de los espectadores en el sitio web Rotten Tomatoes. En su síntesis del consenso de las críticas, el sitio afirma: "Ligera y encantadora, Serendipity podría beneficiarse de menos artilugios". En Metacritic, la película tiene una puntuación media ponderada de 52 sobre 100, a partir de 33 críticas. Entre los espectadores, la película recibe una puntuación de 8.1 sobre 10, que equivale a "aclamación universal" (universal acclaim). El público encuestado por CinemaScore otorgó a la película una calificación promedio de "B+" en una escala de A a F.

## Banda sonora
La banda sonora está formada por música popular de varios artistas, además de canciones propias compuestas y dirigidas por Alan Silvestri.
- "Moonlight Kiss" - Bap Kennedy
- "January Rain" - David Gray
- "Waiting in Vain" - Annie Lennox
- "The Distance" - Evan & Jaron
- "Like Lovers Do" - Heather Nova
- "When You Know" - Shawn Colvin
- "Black Eyed Dog" - Nick Drake
- "Northern Sky" - Nick Drake
- "Cool Yule" - Louis Armstrong
- "This Year" - Chantal Kreviazuk
- "(There's) Always Something There to Remind Me" - Brian Whitman
- "'83" - John Mayer
- "Fast Forward" - Alan Silvestri
- "From Rusholme With Love" - Mint Royale